# Hanne Boel
Hanne Boel (* 31. August 1957 in Bagsværd, Gladsaxe Kommune) ist eine dänische Sängerin, die vor allem Songs der Genres Soul, Jazz, Rock und Pop interpretiert. Sie lehrt außerdem als Professorin für Musik am Rytmisk Musikkonservatorium.

## Leben
Hanne Boel wuchs in Bagsvaerd, einem Vorort von Kopenhagen, auf. Sie absolvierte bis 1980 eine Ausbildung zur Musiklehrerin am Det Kongelige Danske Musikkonservatorium und studierte danach ein Jahr am Berklee College of Music. Zurück in Dänemark unterrichtete sie an verschiedenen Musikschulen und trieb ihre Karriere als Sängerin voran. Von 1981 bis 1986 war sie Mitglied der dänischen Soul-Funk-Bigband Blast, mit der sie in dieser Zeit zwei Alben veröffentlichte. 1985 trat Boel beim Dansk Melodi Grand Prix an, dem dänischen Vorentscheid zum Eurovision Song Contest. Sie trug gemeinsam mit Sängerin Lise Dandanell und Tommy Kenter am Klavier Kentners Song Piano vor. Damit gelangten sie jedoch nur auf den zehnten und letzten Platz. 1987 brachte Boel zusammen mit Jørgen Emborg, Mads Vinding und Alex Riel das Jazz-Album Shadow Of Love beim dänischen Jazz-Label Stunt Records heraus.
1988 begann Boel eine Solokarriere als Soul-Sängerin und veröffentlichte ihr Solo-Debütalbum Black Wolf bei Medley Records. Dafür gewann sie einen Danish Music Award in der Kategorie Beste dänische Sängerin. An dem Album war der dänische Musikproduzent Poul Bruun beteiligt, der auch ihre nächsten Platten produzierte. Boels zweites Album Dark Passion erschien 1990 und wurde mit vier Danish Music Award ausgezeichnet, darunter Hit of the Year für den Song I Wanna Make Love to You. Mehr als 340.000 Einheiten von Dark Passion wurden verkauft. Es folgten weitere Alben, die besonders in Norwegen erfolgreich waren. Kinda Soul (1992), Misty Paradise (1994), Silent Violence (1996) und das 1995 erschienene Best-Of-Album wurden dort Nummer-eins-Hits. Außerdem konnten sich Boels Alben regelmäßig in den schwedischen Charts platzieren. Mit Misty Paradise gelang ihr dies auch in den deutschsprachigen Ländern und die daraus ausgekoppelte Single All It Takes kam bis auf Platz 29 der österreichischen Charts.
In den 1990er Jahren wurde Boel in Skandinavien sehr populär und kommerziell erfolgreich. Vom Beginn ihrer Karriere bis 2003 verkaufte sie insgesamt über 2,5 Millionen Tonträger. Als sie Ende der 90er Jahre versuchte, mit ihrer Musik experimentellere Wege zu gehen, stieß dies jedoch bei ihrem Publikum auf wenig Interesse. Ihr Album Need (1998) und die in Zusammenarbeit mit Martin Hall erschienene Electropop-Platte Boel & Hall (2000) konnten nicht mehr an den Erfolg der Vorgänger anschließen. Um ein Comeback zu forcieren, tat sich Boel nach vorübergehender Trennung wieder mit Produzent Poul Bruun zusammen und veröffentlichte 2002 das Rock-Pop-Album Beware Of The Dog. Es erreichte in ihrem Heimatland Dänemark die Höchstposition der Charts. Die Folgealben Abaco (2004), Private Eye (2007) und A New Kinda Soul (2008) kamen ebenfalls in die dänischen Top Ten.
Anschließend veröffentlichte Boel zwei Alben mit Jazz-Interpretationen bei Stunt Records, I Think It Is Going To Rain (2010) und The Shining Of Things (2011). Dabei arbeitete sie mit den Pianisten Carsten Dahl bzw. Jacob Karlzon zusammen. Ihr bisher letztes Album Outtakes erschien 2014 bei Warner und enthält ältere Songs (v. a. Cover und Featurings), die im Laufe ihrer Karriere entstanden, aber zu dieser Zeit nicht veröffentlicht wurden.
Boel ist verheiratet und hat zwei erwachsene Kinder. Sie lebt auf einem Bauernhof nördlich von Kopenhagen. Von 2009 bis 2014 lehrte sie als Professorin am Rytmisk Musikkonservatorium, wo sie außerdem Prorektorin war.

## Diskografie

### Alben
- 1988: Black Wolf, Medley Records
- 1990: Dark Passion, Metronome, Medley Records
- 1992: Kinda Soul, Medley Records EMI
- 1992: My Kindred Spirit, Metronome
- 1994:	Misty Paradise, Medley Records EMI
- 1996: Silent Violence, Medley Records EMI
- 1998: Need, Medley Records EMI
- 2000: Boel & Hall, mit Martin Hall, Medley Records EMI
- 2002: Beware Of The Dog, Capitol/EMI
- 2004: Abaco, Warner Music Denmark
- 2007: Private Eye, Warner Music Denmark
- 2008: A New Kinda Soul, Copenhagen Records/MBO
- 2010: I Think It Is Going To Rain, Hanne Boel & Carsten Dahl, Stunt Records
- 2011: The Shining Of Things, Stunt Records (Sundance)
- 2014: Outtakes, Warner Music
- 2018: Unplugged 2017, Stunt Records (Sundance)
- 2014: Between Dark and Daylight, Stunt Records (Sundance)

### Kompilationen
- 1995: Best Of Hanne Boel, EMI-Medley (Denmark)

### Singles (Auswahl)
- 1985: Piano, Tommy Kenter mit Lise Dandanell & Hanne Boel, Tuba
- 1992: No Love At All, Metronome
- 1992: Don’t Know Much About Love (DK: Gold)
- 1994:	All It Takes, Electrola
- 1994: What Have We Got To Lose, EMI-Medley (Denmark)